# Adelphagrotis innotabilis
Adelphagrotis innotabilis là một loài bướm đêm trong họ Noctuidae.